# Joaquina Serrano y Bartolomé
Joaquina Serrano y Bartolomé (Fermoselle, Zamora, España, 1857 – c. 1887) fue una pintora española.

## Trayectoria
Hija de María Bartolomé y Miguel Serrano, era sobrina de Vicenta Bartolomé, quien fue esposa del pintor Joaquín Espalter. Poco se sabe de sus primeros años y etapa de formación. Según indica el escritor y periodista Manuel Ossorio y Bernard, fue alumna de su tío, de la Escuela de Artes y Oficios de Madrid (entonces englobada en el Real Conservatorio de Artes) y de la Escuela Especial de Pintura, Escultura y Grabado.
En 1875, se registró por primera vez como copista del Museo del Prado, actuando como garante el entonces director de la institución, el pintor Francisco Sans Cabot. En los años siguientes, continuó desempeñando esta actividad, destacando la realización de una copia de un cuadro de David Teniers que fue entregada como regalo de boda a la reina María de las Mercedes de Orleans y Borbón.
En 1876, la Sociedad de Escritores y Artistas de Madrid la nombró socia de mérito por un retrato del pintor Mariano Fortuny presentado a la exposición anual de la institución. Ese mismo año expuso tres obras en la Exposición Nacional de Bellas Artes, que fueron adquiridas por el Estado con destino al entonces Museo Nacional de Pintura y Escultura, hoy Museo del Prado. En los años siguientes, continuó participando asiduamente en las Exposiciones Nacionales de Bellas Artes, presentando fundamentalmente retratos, paisajes y naturalezas muertas.
Además de su labor como pintora, actuó también como profesora de otras artistas, entre ellas la pintora y escritora María Vinyals. Igualmente, colaboró con la Asociación para la Enseñanza de la Mujer.

## Obra
En el Museo del Prado se conservan las obras adquiridas por el Estado a la artista en 1876: Charra, Una perdiz y pimientos, y Un racimo de uvas. En la misma institución también se conserva una copia del retrato de José Carrillo de Albornoz, primer duque de Montemar, un encargo de la Junta de Iconografía Nacional para el proyecto de Galería de Españoles Ilustres del efímero Museo Iconográfico, fechado en 1879.
La Real Academia de Bellas Artes de San Fernando alberga el retrato de su tío, el pintor Espalter, donado a la institución por su viuda tras el fallecimiento de este en enero de 1880. Este retrato fue reproducido en el artículo publicado en La Ilustración Española y Americana como homenaje al fallecido artista.
Patrimonio Nacional también conserva una obra de Serrano, El mono pintor, copia de Teniers.

## Galería

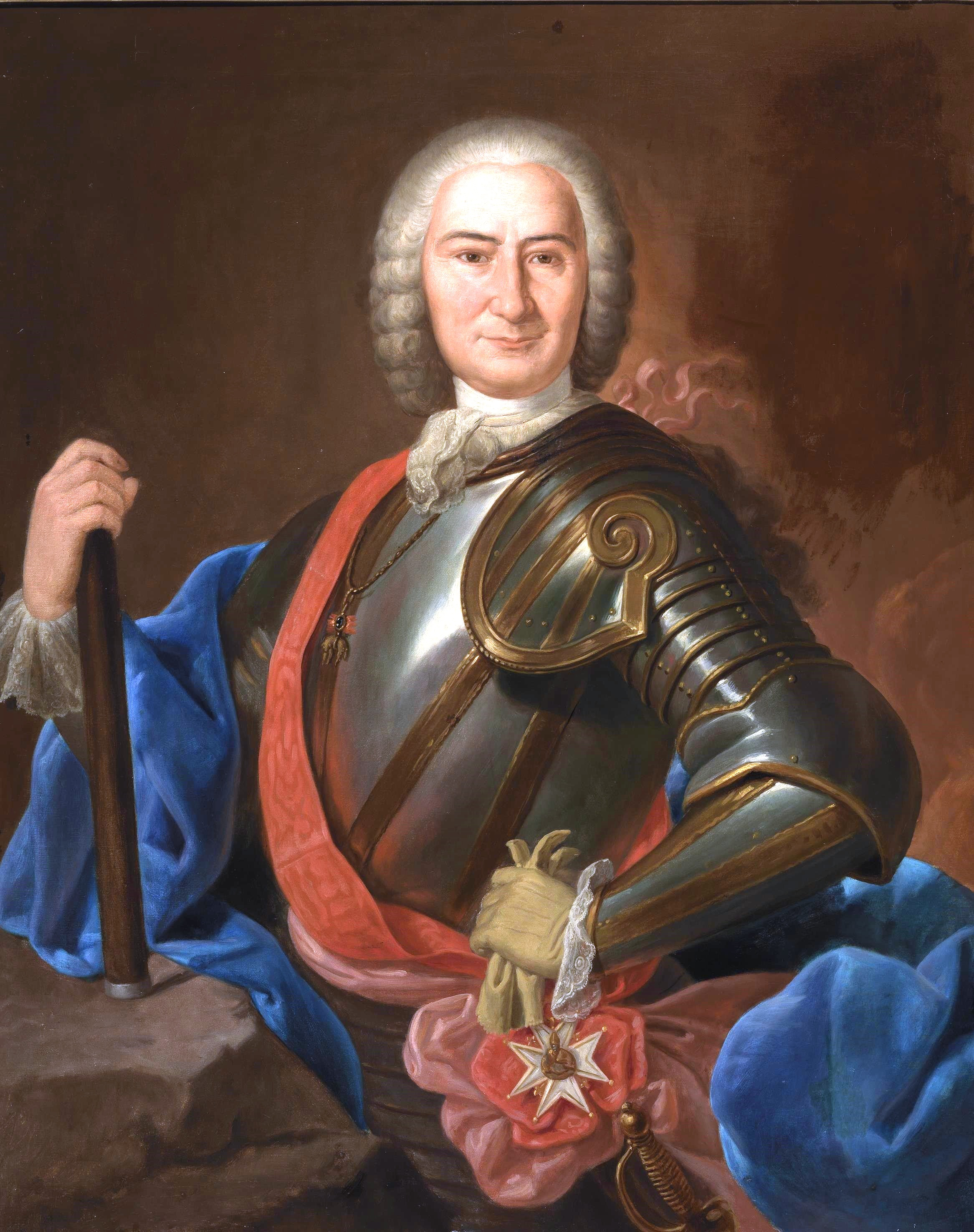
José Carrillo de Albornoz, primer duque de Montemar (copia, hacia 1879). Museo del Prado
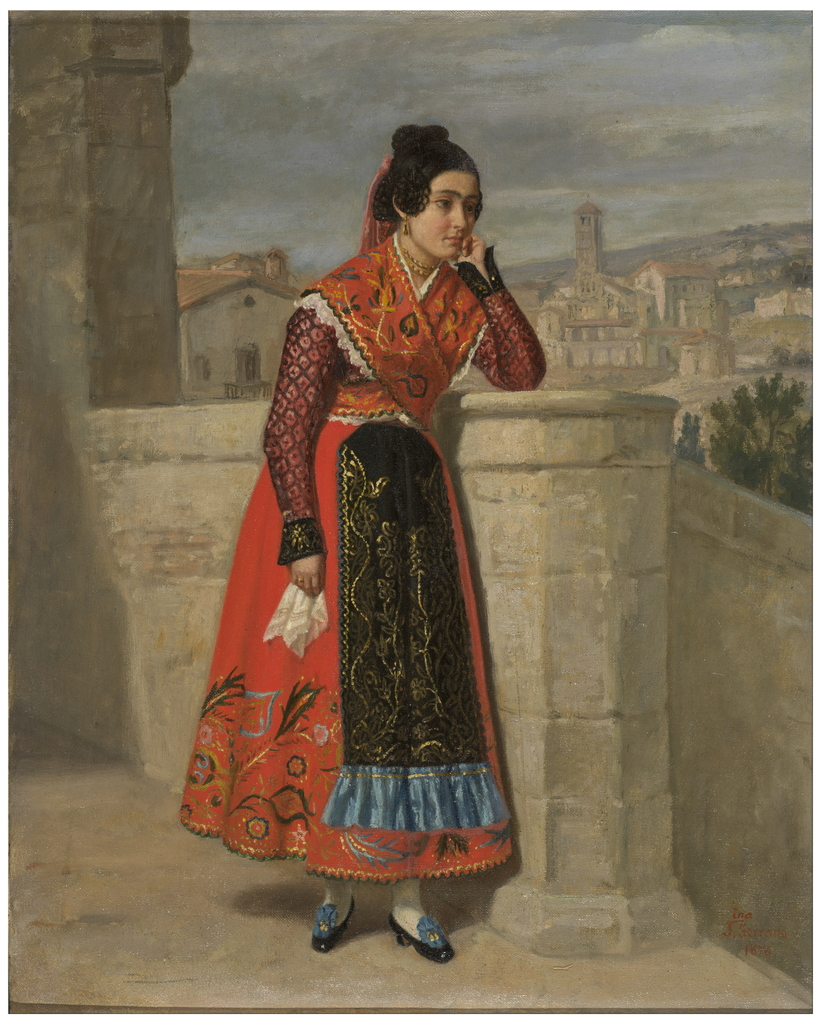
Una charra (1876). Museo del Prado
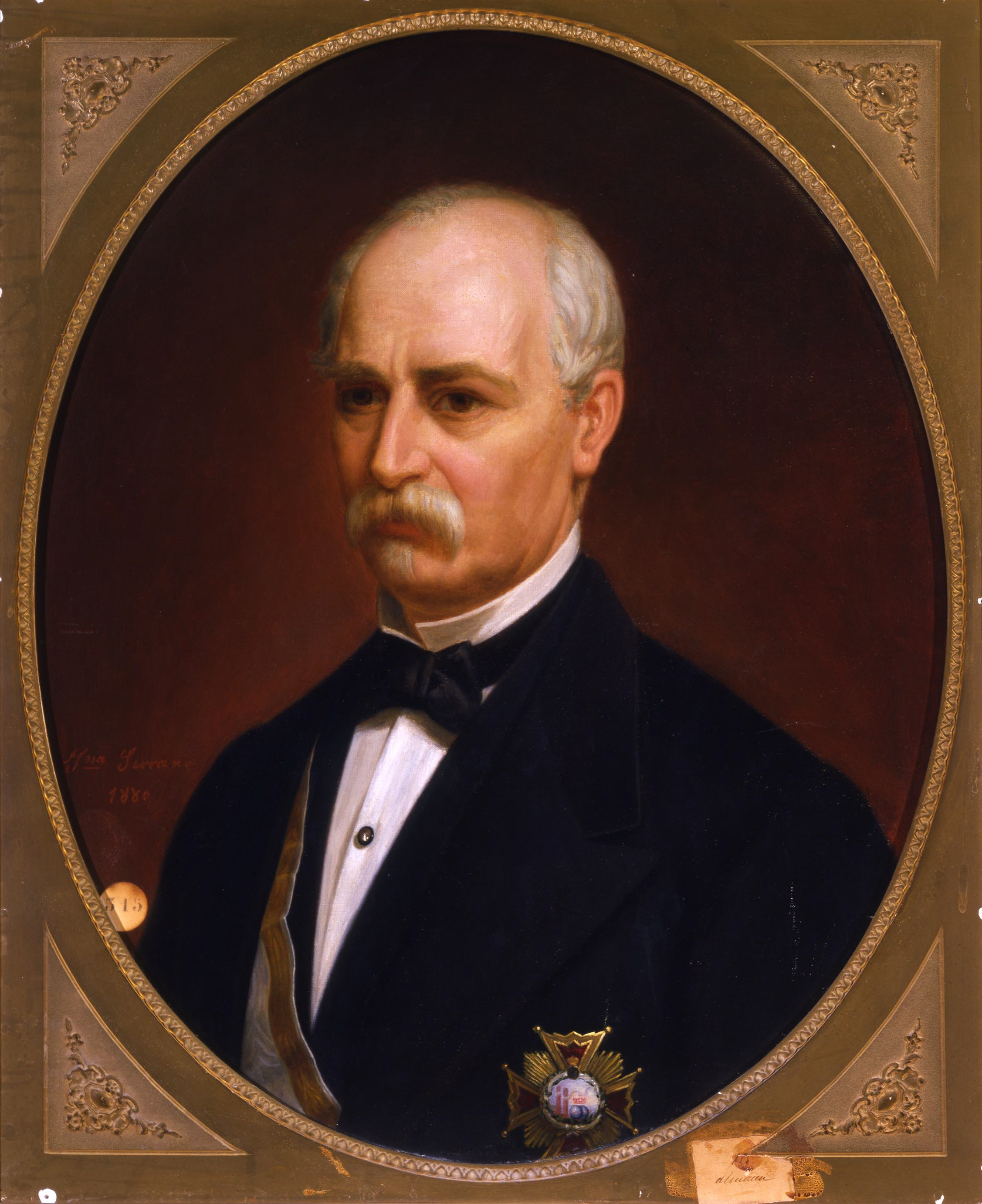
Retrato de Joaquín Espalter (1880). Real Academia de Bellas Artes de San Fernando